# Stiria ruficeps
Stiria ruficeps är en fjärilsart som beskrevs av Max Wilhelm Karl Draudt 1927. Stiria ruficeps ingår i släktet Stiria och familjen nattflyn. Inga underarter finns listade i Catalogue of Life.